# Нортуэй (аэропорт)
Аэропорт Нортуэй (англ. Northway Airport), (ИАТА: ORT, ИКАО: PAOR) — государственный гражданский аэропорт, расположенный в населённом пункте Нортуэй (Аляска), США.

## Операционная деятельность
Аэропорт Нортуэй расположен на высоте 523 метров над уровнем моря и эксплуатирует одну взлётно-посадочную полосу:
- 4/22 размерами 1007 х 30 метров с гравийным покрытием.